# Michele Miranda
Michele Miranda, detto Big Mike (San Giuseppe Vesuviano, 6 luglio 1896 – 6 giugno 1973), è stato un mafioso italiano, per lungo tempo membro e consigliere della Famiglia Genovese, ed uno dei più potenti mafiosi di New York degli anni cinquanta e sessanta.

## Biografia
Miranda nasce il 6 luglio 1896 a San Giuseppe Vesuviano (NA), ed emigra con i suoi familiari a New York nel 1905. Sin da adolescente è coinvolto in piccoli reati, ed il suo primo arresto è datato 1915, per furto ed aggressione. Durante il proibizionismo, Miranda conosce e diventa un associato di Tommy Lucchese, della Famiglia Reina del Bronx. Tuttavia dopo la fine della guerra castellammarese, Miranda si avvicina a Vito Genovese vicecapo della Famiglia Luciano, e viene fatto ufficialmente membro di questa Famiglia.
Miranda agisce spesso come killer di fiducia di Luciano e Genovese. Durante tutti gli anni trenta scala rapidamente i ranghi della Famiglia, e nel 1940 all'età di 44 anni viene promosso a Capodecina. I soldati della sua decina sono: suo fratello Bartolo Miranda, Joseph Lanza, Frank Tieri, Dave Petillo, John Ardito, Joseph Agone, Philip Albanese, Attilio Caruso, George Filippone, Joseph Lapi, George Nobile, Michael Spinella, Lorenzo Brescia, Anthony Carillo, Frank Celano, Salvatore Celembrino, Alfred Criscolo, Peter De Feo, Joseph De Marco, Alfonso Marzano, Matthew Principe, ed Elio Zaccardi. Gli vien affidato il ruolo di supervisore delle attività nel settore dell'abbigliamento al Garment district di Manhattan, in collaborazione con gli uomini della Famiglia Lucchese. Miranda diviene presto uno dei migliori Capidecina della Famiglia, con interessi nel gioco d'azzardo, nell'usura e nei sindacati. Durante tutto questo periodo consolida ancora di più il rapporto con il suo mentore Vito Genovese.
Il 2 maggio 1957 Genovese ordina l'omicidio del Boss della Famiglia Frank Costello, e anche se l'omicidio fallisce, Costello si ritira in pensione e gli lascia il controllo della Famiglia. Genovese nomina Miranda consigliere, ovvero il numero tre della Famiglia, dietro solo al vicecapo Jerry Catena. Il 14 novembre 1957 Miranda, Genovese, Catena e circa 60 altri Boss vengono fermati dagli agenti federali alla famosa Riunione di Appalachin.
Nel 1959 Genovese viene condannato a 15 anni di prigione, e così nomina Anthony Strollo come reggente della cosca assieme a Catena e Miranda. Nell'ottobre del 1965 Miranda e Thommy Eboli vengono arrestati per associazione a delinquere, ma vengono rilasciati subito dopo. Quasi un anno dopo, il 22 settembre 1966 Miranda ed altri 12 dei più potenti Boss Mafiosi della nazione vengono arrestati durante una cena al ristorante La Stella del Queens a New York. Tra gli arrestati oltre a Miranda ci sono anche: Carlo Gambino, Thomas Eboli, Joseph Riccobono, Carlos Marcello di New Orleans, e Santo Trafficante Jr della Florida. Gli arrestati verranno rilasciati dopo poche ore, dopo aver pagato 100.000 dollari di cauzione ciascuno.
Nel 1972 Miranda si ritira a vita privata nella sua residenza in Florida. Nel 1973 muore per cause naturali all'età di 77 anni.